# Proleleupia mudicarpus
Proleleupia mudicarpus is een vlokreeftensoort uit de familie van de Ingolfiellidae. De wetenschappelijke naam van de soort is voor het eerst geldig gepubliceerd in 1991 door Griffiths.